# Wollwurst

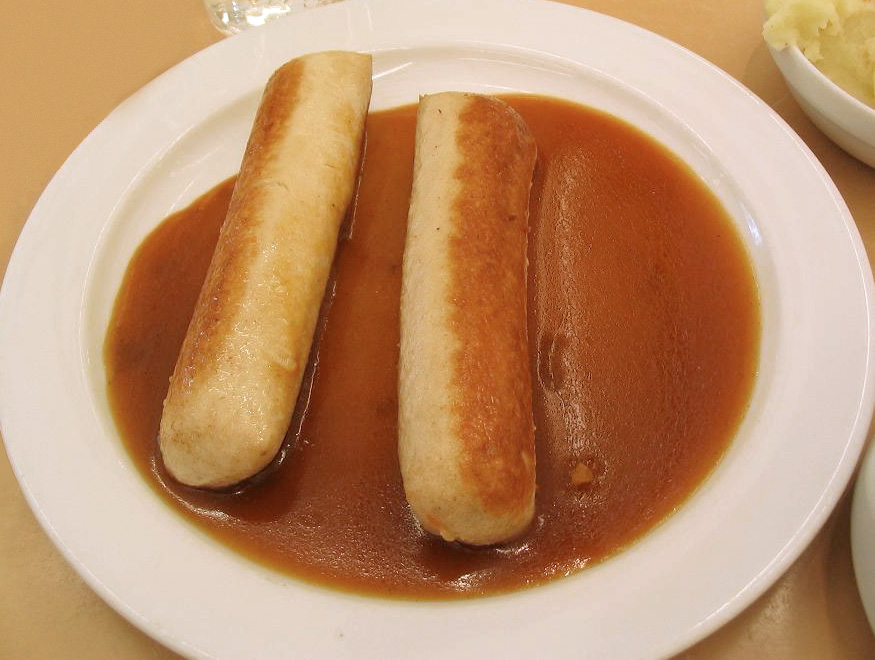
Una imagen con un par de Wollwürste con salsa de asado (Bratensoße).

La Wollwurst es una salchicha especialidad de Baviera muy parecida a la Weißwurst de Múnich que contiene carne de ternera y de cerdo. En Alemania se denomina también Nackerte (desnudos)), Geschwollene (hinchado) o Geschlagene (apaleado). Se distinguen de la Weißwurst en que son más alargadas y finas que estas.

## Características
La receta básica para la elaboración de las Wollwurst se diferencia muy poco de la Weißwurst, se añade en su elaboración menos corteza de tocino y ningún perejil. No se embuten dentro de tripas y su propia masa hace de contenedor del embutido, se cuecen en 10 minutos con una temperatura moderada, tras el cocimiento de la salchicha se saca a agua fría con hielo. Con este tratamiento se da a la superficie de la salchicha una textura superficial como de "lana" de ahí proviene su nombre "peluda". 
Se pueden comer tras esta cocción, pero es muy común comer esta salchicha asada, para hacerlas asadas se introducen previamente en leche y se ponen en la parrilla hasta que se ponen de un color oro amarillo, en este proceso se hinchan un poco. El acompañamiento tradicional es una Kartoffelsalat (ensalada de patatas) preparada con una vinagreta.